# Johann Wieser

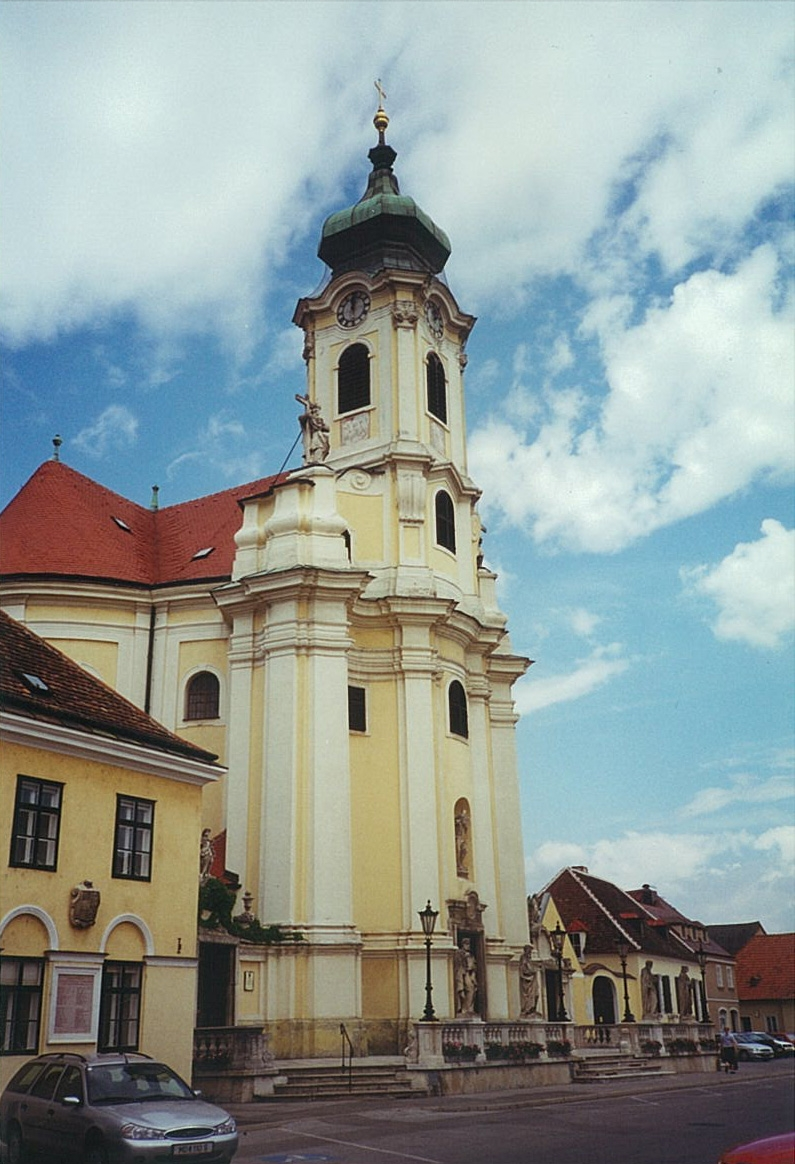
Laxenburger Kirche

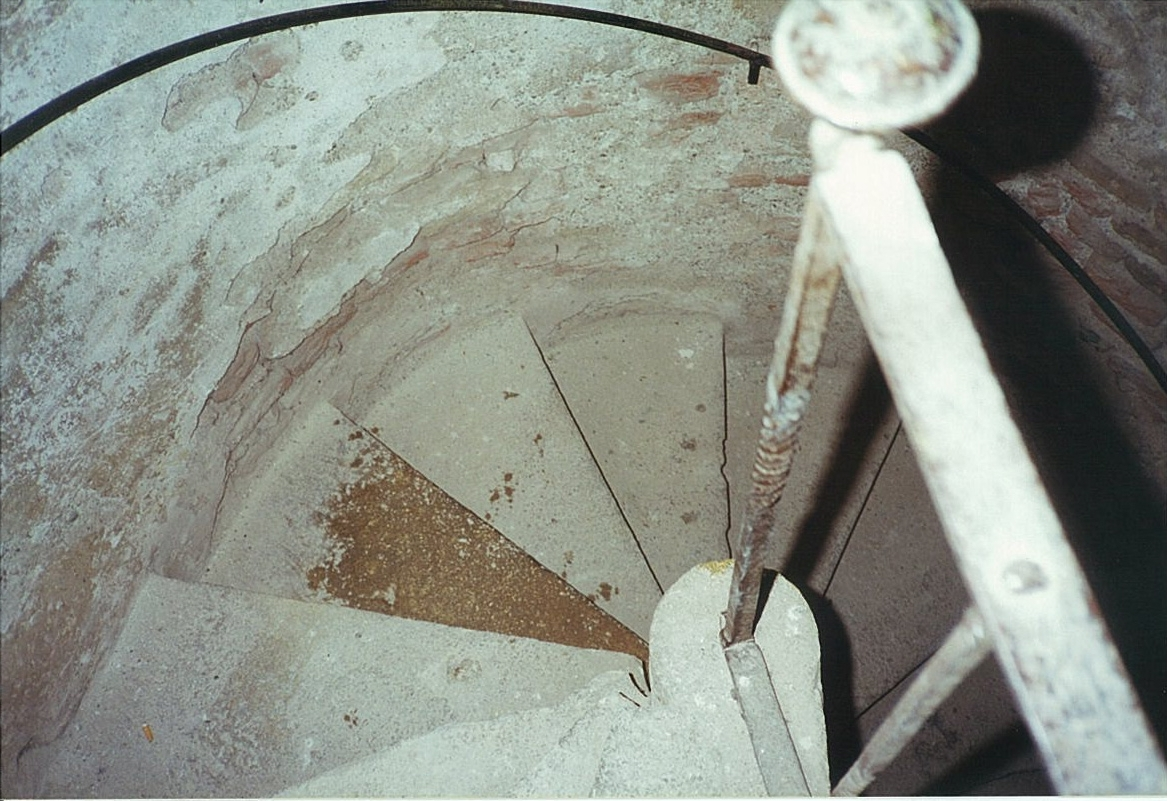
Turmstiege, Kaiserstein

Johann Wieser (* vor 1697; † nach 1731) war ein österreichischer Steinmetzmeister und Bildhauer des Barocks.

## Leben
Von 1697 bis 1731 kann das Leben dieses Meisters im kayserlichen Steinbruch am Leythaberg mit Dokumenten belegt werden. Steinmetzmeister Johann Wieser und seine Ehefrau Regina kauften 1697 von Jakob Fischer, dem Jäger des Stiftes Heiligenkreuz als der Herrschaft, ein Haus mit Krautgarten. Am 18. Jänner 1697 war ihre Tochter Anna in der Kaisersteinbrucher Kirche getauft worden.

### Streitfall 25. Juni 1701 zwischen den Steinmetzmeistern Martin Trumler und Johann Wieser
Im Streit und großer Uneinigkeit zwischen Martin Trumler und Johann Wieser bleibt es dabei, dass der Ort, wo der Schweinestall erbaut worden, solle der Wieser auf Wohlgefallen der Herrschaft zu seinem Haus haben. Er aber Trumler mag einen anderen Ort zur Bauung seiner Schmiede bei seinem Steinbruch aussuchen.
Weiters soll er Trumler das Schutt führen zu des Wieser Hausgarten sich gänzlich enthalten und schuldig sein, die von dem aufgeworfenen Schutt hineingedrückte Gartenmauer ihme Wieser machen und aufrichten zu lassen.
Nach dem Tod des Meisters Martin Trumler am 20. März 1705 wird am 6. Oktober 1705 der Halbwaise Maximilian geboren. Die Mutter Maria Elisabetha Trumlerin, jetzt Witwe, wählte Johann Wieser zum Taufpaten. Er war am 14. November 1706 einer der Trauzeugen bei ihrer Heirat mit dem Steinmetzgesellen Elias Hügel.
Meister Wiesers Tochter Elisabeth heiratete am 16. Februar 1716 den Steinmetzgesellen Andreas Redl. Seine Ehefrau Regina Wieserin, die Mutter von Elisabeth, war 1709 verstorben. Meister Wieser war nach einer weiteren Ehe erneut Witwer geworden und heiratete am 24. Februar 1716 Anna Maria Rollerin, die Tochter des Kaisersteinbrucher Schulmeisters. Als Zeugen fungierten ausschließlich ehrenwerte Meister der Viertellade des Steinmetzhandwerkes, der Richter Johann Paul Schilck, sowie Franz Trumler, Elias Hügel und Johann Georg Haresleben.

## Eigenständige Viertellade für den kayserlichen Steinbruch 1714
Am 20. Dezember 1714 genehmigte und erneuerte der Kaiser die eigenständige Viertellade in Kaisersteinbruch.

## Hauptbürge beim Ödenburger Steinmetzhandwerk 1719
Steinmetzmeister Johann Sager vom Ödenburger Handwerk nahm am 18. Juni 1719 den Kaisersteinbrucher Jungen Joseph Dietrich als Lehrling auf.
Eintragung im Aufdingbuch der Steinmetzen und Maurer zu Ödenburg .. bey einem ehrsamen Handtwerck abermahlen erschienen Meister Johann Sager, bürgerlicher Steinmetz und hat einen Jungen aufdingen lassen .. Für den Vater Clemens Dietrich, ein Steinmetzgeselle, übernahmen die beiden Mitmeister Johann Baptist Kral und Johann Wieser die Bürgschaft. Vom Aufdinggeld erlegt der Meister die Hälfte und der Junge die Hälfte, der Lohn ist 5 fl alle Jahr. Meister Sager hatte einige Jahre zuvor in der Kaisersteinbrucher Bruderschaft gearbeitet.

## Laxenburger Pfarrkirche
Der Kirchenbau in Laxenburg begann 1693, Kaiser Leopold I. selbst nahm am 11. Juni die Grundsteinlegung vor. Bauleitung erfolgte durch Christian Alexander Oedtl. Die neue Kirche wurde am 31. Mai 1699 geweiht. Nach einer Bauunterbrechung konnte 1712 der Turm aufgestellt werden, Steinmetzarbeiten sind in den Jahren 1722–1726 belegt. Die Kirchenamtsrechnungen nennen Meister Johann Wieser mit dem harten Kaisersteinbrucher Stein, als Beispiel die Stufen der Schneckenstiege zum Chor.
Wegen überhäufter Schuldenlast des Johann Wieser, gewester Steinmetzmeister, wurde sein Besitz im April 1731 öffentlich versteigert und auf die Creditores verteilt. Wieser war schon vor etlichen Jahren hier abgezogen und hatte sich nach Sommerein verfügt.

## Archivalien
- Sopron Stadtarchiv: Steinmetzakten, Aufdingung 1719.
- Wiener Stadt- und Landesarchiv: Steinmetzakten.
- Kirchenamtsrechnungen über Empfang und Außgaaben beyde im würdigen Gottshauß und Pfarrkürchen zum Heiligen Kreuz, in dem Landesfürstlichen Marckt Laxenburg.
- Stift Heiligenkreuz Archiv: Kirchenbücher, Register, Krida-Verfahren.